# Neuroètica
La neuroètica és la moral aplicada al domini del cervell, ja que tracta sobre els beneficis i els perills potencials de les recerques modernes sobre el cervell, i igualment s'interroga sobre la consciència i sobre els valors que el cervell desenvolupa. La neuroètica està en la interfície de les ciències empíriques del cervell, de la filosofia de l'esperit, de la filosofia moral, de l'ètica i de les ciències socials, i pot ser considerada, en virtut del seu caràcter interdisciplinari, com una subdisciplina de les neurocièncias, de la filosofia o de la bioètica en particular, en funció de la perspectiva que es desitja privilegiar.

## Inici i abast
Sorgeix a conseqüència del progrés de les tècniques de formació d'imatges del cervell que, si bé, d'una banda, han permès un increment del coneixement sobre aquest òrgan, d'una altra, han generat una sèrie de qüestions ètiques relacionades amb la metodologia d'adquisició d'aquest coneixement i la seva aplicació. Es tracta, en conseqüència, d'una disciplina que pretén distingir entre el que és tècnicament viable i el que és moralment acceptable (fins a quin punt, per exemple, es pot modificar el cervell amb psicofàrmacs per aconseguir canvis conductuals).
Segons Bernard Baertschi, autor d'un dels primers assajos publicats sobre el tema (La neuroéthique. Ce que les neuroscience font a nos conceptions morales, 2009), la neuroètica deu, a més, atendre a com les emocions afecten a les nostres decisions morals i a la relació entre responsabilitat i llibertat individuals i determinisme cerebral. Els terrenys propis de la neuroètica serien els implants cerebrals, les interfícies màquina-encèfal, les bases neurals de la conducta i la formació de la consciència.
La neuroética pot subdividir-se en dues àrees amb interessos específics: l'ètica de la neurociència (centrada en la pràctica i les implicacions de la comprensió cerebral en la societat) i la neurociència de l'ètica (centrada en els fonaments neurològics del coneixement moral).
Precedents a un costat, el punt de partida dels estudis centrats sobre neuroètica es va produir en una reunió científica a San Francisco el 13-14 de maig de 2002.

## La pregunta inicial
La pregunta inicial a la qual la neuroètica fonamental ha de donar resposta és la següent: "com les ciències naturals poden aprofundir la nostra comprensió del pensament moral?" Aquesta pregunta no és nova, però el que sí que és relativament nou és la presa de consciència de l'amplitud amb què els antics problemes filosòfics emergeixen en el si de les neurocièncias en ràpida evolució, tals com el problema de saber si l'espècie humana posseeix com a tal un lliure albir, la qual cosa significa tenir una responsabilitat personal o ser un si mateix, quines són les relacions entre les emocions i la cognició, o entre les emocions i la memòria.

## Neurocièncias i normativitat
Amb l'emergència de nous models del cervell, la consciència ha esdevingut un objecte d'estudi per les neurocièncias d'una manera molt més realista del que ho havia estat fins aleshores, i això en virtut del fet que d'ara endavant serien tingudes en compte les propietats plàstiques, creatives i emocionals del cervell, així com les seves característiques culturalment induïdes. En conseqüència, i d'una manera transcendent, les neurocièncias van adquirir una pertinència normativa, en el sentit que es van tornar pertinents per comprendre la forta inclinació que tenen els humans per construir sistemes normatius (per essència emocionals): sistemes morals, socials, legals, etc.

## Influències entre individu i societat
Segons la teoria de l'epigènesi neuronal, les estructures socioculturals i les estructures neuronals es desenvolupen en simbiosis i són causalment pertinents unes i altres. L'arquitectura del cervells determina el comportament social, les disposicions morals inclusivament, la qual cosa influeix en el tipus de societat que es crea. I viceversa: les estructures socioculturals influeixen en el desenvolupament dels cervells.

Una responsabilitat major de la neuroètica fonamental, en efecte, consisteix a desxifrar la xarxa de les connexions causals entre les dimensions neurobiològica, sociocultural i històric-contingent, per avaluar entre elles quines tenen un caràcter “universal”, especificat per endavant en el nostre genoma i compartit per l'espècie humana, i quines són relatives a una cultura o a un sistema simbòlic determinats.
1. 1 2  Evers, Kathinka Neuroética – Katz Editores – Buenos Aires 2010 - ISBN  978-987-1566-40-2
2. ↑  “Neuroética.